# Józef Małek (poeta)
Józef Małek (ur. 7 lutego 1934 w Bożym Darze, zm. 21 maja 1987) – polski poeta, satyryk.

## Życiorys
Urodził się i mieszkał w miejscowości Boży Dar. Po skończeniu szkoły podstawowej uczył się przez rok w Korespondencyjnym Liceum Ogólnokształcącym w Lublinie. W 1953 wstąpił do Powszechnej Organizacji "Służba Polsce". Pracował m.in. w Gminnej Radzie Narodowej w Krzczonowie, kopalni, gospodarstwie rolnym w woj. koszalińskim, przedsiębiorstwie budowlanym jako murarz.  W 1962 r. został strażnikiem w Radiowo-Telewizyjnym Centrum Nadawczym w Bożym Darze. Prowadził gospodarstwo rolne. Należał do Związku Młodzieży Polskiej i PZPR.  W 1968 r. był jednym z założycieli Stowarzyszenia Twórców Ludowych.

## Twórczość
Debiutował w 1957 r. w czasopiśmie "Gromada-Rolnik Polski". Od 1970 r. pisał teksty dla kabaretów "Rzep" z Krzczonowa i "Żądło" z Biskupca, a także na potrzeby audycji radiowych "Wesoły autobus" i "Kiermasz pod kogutkiem". Donat Niewiadomski nazwał go "prawdziwym mistrzem scenariuszy kabaretowych". Pełnił rolę społecznego korespondenta GUS i kilku czasopism. W Ogólnopolskim Konkursie Literackim im. Jana Pocka zdobył I nagrodę (1977,1982)i II (1972) oraz wyróżnienia. Utwory publikował w licznych czasopismach i antologiach poezji ludowej. Tworzył szarady, krzyżówki i eliminatki zamieszczane w prasie. Pisał także wiersze dla dzieci określane bajeczkami literackimi. Jeden z jego utworów znalazł się w podręczniku Ireny Słońskiej "Pierwsza czytanka"(Warszawa 1975). Teksty J. Małka wykorzystano w filmie wycinankowym "Za siódmą bajką" reż L. Hornicka 1973 r.(Studio Małych Form Filmowych Se-ma-for) oraz w filmie krótkometrażowym "Sztygar na zagrodzie" reż. W. Wiszniewski 1978 r.(Wytwórnia Filmów Dokumentalnych w Łodzi). Poza twórczością literacką i satyryczną zbierał materiały dokumentujące tradycje historyczne i regionalne Krzczonowa: ludowe powiedzonka, pieśni dziadowskie, oracje weselne. Zajmował się także rzeźbą, metaloplastyką i wycinankarstwem.

## Publikacje
- Koniczyna" wstęp i wybór Roman Rosiak, Wydaw. Lubelskie, Lublin 1972
- "Rzep" wstęp i wybór Roman Rosiak, Wydaw. Lubelskie, Lublin 1977
- "Za siódmą bajką: wiersze i bajki" wybór i nota biograficzna Stefan Aleksandrowicz, Muzeum Wsi Lubelskiej, Lublin 1984
- "Poezje" wybór, oprac. i wstęp Donat Niewiadomski, Zarząd Główny STL, Lublin, 1994
- w serii "Biblioteki Repertuarowej" miesięcznika "Nasz Klub" wydano tzw. wkładki:
  - "Omłoty: wiązanka tekstów satyrycznych wiejskiego kabaretu Rzep z Krzczonowa " 1872 r. nr 4
  - "Kołowrotek: wiązanka tekstów satyrycznych wiejskiego kabaretu Rzep z Krzczonowa " 1975 nr 5
  - "Lusterko: wiązanka tekstów satyrycznych wiejskiego kabaretu Rzep z Krzczonowa" 1976 nr 5

## Utwory w zbiorach (wybór)
- "Wiersze proste jak życie: antologia współczesnej polskiej poezji ludowej" Wydaw. Lubelskie, Lublin 1966
- "Całe bogactwo domu: [wiersze o domu]", Muzeum Wsi Lubelskiej, Lublin 1986